# Adalard de Corbie
Adalard — també Adalhard o Adelard, Alard en francès — (Soissons?, vers 752 - abadia de Corbie, Picardia, 2 de gener de 826) fou un comte carolingi i després abat de Corbie. És venerat com a sant per diverses confessions cristianes.
Era fill del comte Bernat (fill al seu torn de Carles Martell) amb la seva primera esposa, una dona franca el nom de la qual no es coneix. Com a cosí germà de Carlemany fou educat amb ell, i aquest el prengué com a conseller seu. Fou missus dominicus i va participar en diverses campanyes reials contra els saxons i els sarraïns. El 772 va abandonar el servei d'armes i va entrar com monjo a l'abadia de Montecassino i després traslladat a l'abadia de Corbie on fou jardiner i finalment abat el 781.
En aquest any fou designat tutor del jove rei Pipí d'Itàlia (fill de Carlemany), i el 796 fou el seu principal ministre. El 810 va morir Pipí i el va succeir el seu fill infant Bernat d'Itàlia i Adalard fou nomenat tutor d'aquest el 812. A la mort de Carlemany (814) va caure en desgràcia del seu fill i successor Lluís el Pietós i enviat exiliat al monestir de l'illa de Noirmoutier. El 821 va recuperar el favor imperial després de la mort de Benet d'Aniana i li va ser retornada l'abadia de Corbie. El 822, amb el seu germà Vala, va fundar l'abadia de Corvey (llatí Corbeia, a Westfàlia) no lluny de Höxter a la vora del Weser.
Fou comte palatí i un dels nou membres de l'Acadèmia Palatina fundada per Carlemany i va morir el 2 de gener del 826.
Va deixar alguns escrits com els Statuta antiqua abbatiae sancti Petri Corbeiensis.

## Veneració
Fou canonitzat el 1026 per Joan XIX a causa dels nombrosos miracles que s'atribuïen a les seves restes., que foren traslladades el 1040 a un nou altar a Corbie. Arran de la destrucció de l'abadia, bona part de les seves restes són des del 1827 a la comunitat jesuïta de Saint-Acheul.
La seva vida, Vita Adhalardis Corbiensis abbatis fou escrita poc després de la seva mort per l'abat de Corbie i deixeble seu Pascasi Radbert.

A Catalunya, com explica Joan Amades, es pensava que Adelart Genís havia estat enviat per Carlemany a Catalunya, com a home de confiança seu, per alliberar-la del domini sarraí, i que ocupà la seu del bisbat d'Urgell. Mentre que la primera part pot ésser versemblant, que fos bisbe d'Urgell és una tradició llegendària sense fonament històric.

## Genealogia
|                              |                              |                              |                              |                              |                              | Rotruda | Rotruda | Rotruda  | Rotruda  | Rotruda  | Rotruda  |          |          |                              |                              |                              |                              |                              |                              |       |       | Carles Martell | Carles Martell | Carles Martell | Carles Martell | Carles Martell | Carles Martell |                        |                        |                        |                        |                        |                        |              |              |              |              |              |              |          |          | Chrotais | Chrotais | Chrotais | Chrotais | Chrotais | Chrotais |  |  |              |              |              |              |              |              |  |  |                               |                               |                               |                               |                               |                               |  |  |  |  |  |  |  |  |  |  |  |  |  |  |
|                              |                              |                              |                              |                              |                              | Rotruda | Rotruda | Rotruda  | Rotruda  | Rotruda  | Rotruda  |          |          |                              |                              |                              |                              |                              |                              |       |       | Carles Martell | Carles Martell | Carles Martell | Carles Martell | Carles Martell | Carles Martell |                        |                        |                        |                        |                        |                        |              |              |              |              |              |              |          |          | Chrotais | Chrotais | Chrotais | Chrotais | Chrotais | Chrotais |  |  |              |              |              |              |              |              |  |  |                               |                               |                               |                               |                               |                               |  |  |  |  |  |  |  |  |  |  |  |  |  |  |
|                              |                              |                              |                              |                              |                              |         |         |          |          |          |          |          |          |                              |                              |                              |                              |                              |                              |       |       |                |                |                |                |                |                |                        |                        |                        |                        |                        |                        |              |              |              |              |              |              |          |          |          |          |          |          |          |          |  |  |              |              |              |              |              |              |  |  |                               |                               |                               |                               |                               |                               |  |  |  |  |  |  |  |  |  |  |  |  |  |  |
|                              |                              |                              |                              |                              |                              |         |         |          |          |          |          |          |          | Pipí el Breu rei dels Francs | Pipí el Breu rei dels Francs | Pipí el Breu rei dels Francs | Pipí el Breu rei dels Francs | Pipí el Breu rei dels Francs | Pipí el Breu rei dels Francs |       |       | NN1 (franca)   | NN1 (franca)   | NN1 (franca)   | NN1 (franca)   | NN1 (franca)   | NN1 (franca)   |                        |                        |                        |                        |                        |                        | Bernat comte | Bernat comte | Bernat comte | Bernat comte | Bernat comte | Bernat comte |          |          |          |          |          |          |          |          |  |  | NN2 (saxona) | NN2 (saxona) | NN2 (saxona) | NN2 (saxona) | NN2 (saxona) | NN2 (saxona) |  |  |                               |                               |                               |                               |                               |                               |  |  |  |  |  |  |  |  |  |  |  |  |  |  |
|                              |                              |                              |                              |                              |                              |         |         |          |          |          |          |          |          | Pipí el Breu rei dels Francs | Pipí el Breu rei dels Francs | Pipí el Breu rei dels Francs | Pipí el Breu rei dels Francs | Pipí el Breu rei dels Francs | Pipí el Breu rei dels Francs |       |       | NN1 (franca)   | NN1 (franca)   | NN1 (franca)   | NN1 (franca)   | NN1 (franca)   | NN1 (franca)   |                        |                        |                        |                        |                        |                        | Bernat comte | Bernat comte | Bernat comte | Bernat comte | Bernat comte | Bernat comte |          |          |          |          |          |          |          |          |  |  | NN2 (saxona) | NN2 (saxona) | NN2 (saxona) | NN2 (saxona) | NN2 (saxona) | NN2 (saxona) |  |  |                               |                               |                               |                               |                               |                               |  |  |  |  |  |  |  |  |  |  |  |  |  |  |
|                              |                              |                              |                              |                              |                              |         |         |          |          |          |          |          |          |                              |                              |                              |                              |                              |                              |       |       |                |                |                |                |                |                |                        |                        |                        |                        |                        |                        |              |              |              |              |              |              |          |          |          |          |          |          |          |          |  |  |              |              |              |              |              |              |  |  |                               |                               |                               |                               |                               |                               |  |  |  |  |  |  |  |  |  |  |  |  |  |  |
|                              |                              |                              |                              |                              |                              |         |         |          |          |          |          |          |          | Carlemany emperador          | Carlemany emperador          | Carlemany emperador          | Carlemany emperador          | Carlemany emperador          | Carlemany emperador          |       |       |                |                |                |                |                |                | Adalard abat de Corbie | Adalard abat de Corbie | Adalard abat de Corbie | Adalard abat de Corbie | Adalard abat de Corbie | Adalard abat de Corbie |              |              |              |              |              |              |          |          |          |          |          |          |          |          |  |  |              |              |              |              |              |              |  |  |                               |                               |                               |                               |                               |                               |  |  |  |  |  |  |  |  |  |  |  |  |  |  |
|                              |                              |                              |                              |                              |                              |         |         |          |          |          |          |          |          | Carlemany emperador          | Carlemany emperador          | Carlemany emperador          | Carlemany emperador          | Carlemany emperador          | Carlemany emperador          |       |       |                |                |                |                |                |                | Adalard abat de Corbie | Adalard abat de Corbie | Adalard abat de Corbie | Adalard abat de Corbie | Adalard abat de Corbie | Adalard abat de Corbie |              |              |              |              |              |              |          |          |          |          |          |          |          |          |  |  |              |              |              |              |              |              |  |  |                               |                               |                               |                               |                               |                               |  |  |  |  |  |  |  |  |  |  |  |  |  |  |
|                              |                              |                              |                              |                              |                              |         |         |          |          |          |          |          |          |                              |                              |                              |                              |                              |                              |       |       |                |                |                |                |                |                |                        |                        |                        |                        |                        |                        |              |              |              |              |              |              |          |          |          |          |          |          |          |          |  |  |              |              |              |              |              |              |  |  |                               |                               |                               |                               |                               |                               |  |  |  |  |  |  |  |  |  |  |  |  |  |  |
|                              |                              |                              |                              |                              |                              |         |         |          |          |          |          |          |          | Pipí d'Itàlia                | Pipí d'Itàlia                | Pipí d'Itàlia                | Pipí d'Itàlia                | Pipí d'Itàlia                | Pipí d'Itàlia                |       |       |                |                |                |                | Chrotais       | Chrotais       | Chrotais               | Chrotais               | Chrotais               | Chrotais               |                        |                        | Vala o Wala  | Vala o Wala  | Vala o Wala  | Vala o Wala  | Vala o Wala  | Vala o Wala  |          |          | Gundrada | Gundrada | Gundrada | Gundrada | Gundrada | Gundrada |  |  | Bernat monjo | Bernat monjo | Bernat monjo | Bernat monjo | Bernat monjo | Bernat monjo |  |  | Teodrada abadessa de Soissons | Teodrada abadessa de Soissons | Teodrada abadessa de Soissons | Teodrada abadessa de Soissons | Teodrada abadessa de Soissons | Teodrada abadessa de Soissons |  |  |  |  |  |  |  |  |  |  |  |  |  |  |
|                              |                              |                              |                              |                              |                              |         |         |          |          |          |          |          |          | Pipí d'Itàlia                | Pipí d'Itàlia                | Pipí d'Itàlia                | Pipí d'Itàlia                | Pipí d'Itàlia                | Pipí d'Itàlia                |       |       |                |                |                |                | Chrotais       | Chrotais       | Chrotais               | Chrotais               | Chrotais               | Chrotais               |                        |                        | Vala o Wala  | Vala o Wala  | Vala o Wala  | Vala o Wala  | Vala o Wala  | Vala o Wala  |          |          | Gundrada | Gundrada | Gundrada | Gundrada | Gundrada | Gundrada |  |  | Bernat monjo | Bernat monjo | Bernat monjo | Bernat monjo | Bernat monjo | Bernat monjo |  |  | Teodrada abadessa de Soissons | Teodrada abadessa de Soissons | Teodrada abadessa de Soissons | Teodrada abadessa de Soissons | Teodrada abadessa de Soissons | Teodrada abadessa de Soissons |  |  |  |  |  |  |  |  |  |  |  |  |  |  |
|                              |                              |                              |                              |                              |                              |         |         |          |          |          |          |          |          |                              |                              |                              |                              |                              |                              |       |       |                |                |                |                |                |                |                        |                        |                        |                        |                        |                        |              |              |              |              |              |              |          |          |          |          |          |          |          |          |  |  |              |              |              |              |              |              |  |  |                               |                               |                               |                               |                               |                               |  |  |  |  |  |  |  |  |  |  |  |  |  |  |
|                              |                              |                              |                              |                              |                              |         |         |          |          |          |          |          |          |                              |                              |                              |                              |                              |                              |       |       |                |                |                |                |                |                |                        |                        |                        |                        |                        |                        |              |              |              |              |              |              |          |          |          |          |          |          |          |          |  |  |              |              |              |              |              |              |  |  |                               |                               |                               |                               |                               |                               |  |  |  |  |  |  |  |  |  |  |  |  |  |  |
| Bernat d'Itàlia rei d'Itàlia | Bernat d'Itàlia rei d'Itàlia | Bernat d'Itàlia rei d'Itàlia | Bernat d'Itàlia rei d'Itàlia | Bernat d'Itàlia rei d'Itàlia | Bernat d'Itàlia rei d'Itàlia |         |         | Adelaida | Adelaida | Adelaida | Adelaida | Adelaida | Adelaida |                              |                              | Adula                        | Adula                        | Adula                        | Adula                        | Adula | Adula |                |                | Gundrada       | Gundrada       | Gundrada       | Gundrada       | Gundrada               | Gundrada               |                        |                        | Berta                  | Berta                  | Berta        | Berta        | Berta        | Berta        |              |              | Teodrada | Teodrada | Teodrada | Teodrada | Teodrada | Teodrada |          |          |  |  |              |              |              |              |              |              |  |  |                               |                               |                               |                               |                               |                               |  |  |  |  |  |  |  |  |  |  |  |  |  |  |